# 菅原美優
菅原 美優（すがわら みゆう、1999年11月22日 - ）は、日本の女性アマチュアボクサー、美容師、元キックボクサー。2020年にKrushで女子アトム級王座を獲得し、2023年にK-1 WORLD GPの女子アトム級王座を獲得。2024年末にボクサーに転向。東京都板橋区出身。

## 来歴
小学1年生の時に父の影響で空手を始め、高校在学時にK-1アマチュアに出場。全日本大会チャレンジBクラストーナメントで3度優勝。高校生のころに結婚式場でアルバイトをし、花嫁のヘアメイクを担当していた人物の影響を受けて資生堂美容技術専門学校にAO受験し、合格。同時期にK-1からプロデビューの依頼を受け、K-1ジム三軒茶屋シルバーウルフに所属。

### キックボクサーと美容師の兼業
美容学生1年目末の2019年1月26日にKrushが開催したKrush.97でキックボクサーとしてプロデビュー。豊嶋里美に判定勝ち。2020年に資生堂美容技術専門学校の「美容師科ビューティースペシャリストコース」を卒業後、エアーエンターテイメントに入社し、美容室「air」に勤務。
2020年7月から11月にかけて行われた第3代Krush女子アトム級（45.0kg）王座決定トーナメントに出場し、準決勝で優に判定勝利、決勝でMOEに判定勝利し、同級の王座を獲得。
2021年5月30日、K-1 WORLD GP 2021 JAPAN～K-1バンタム級日本最強決定トーナメント～でMIOと対戦し、判定負け。
2021年11月20日、Krush.131で行われたKrush女子アトム級タイトルマッチで挑戦者のMIOと対戦し、判定勝ちでリベンジを果たすとともに、王座の初防衛に成功した。
2022年2月20日、Krush.134で行われたKrush女子アトム級タイトルマッチで挑戦者の優と対戦し、判定勝ちで勝利し二度目の王座防衛を果たした。
2022年10月28日、Krush.142で行われたKrush女子アトム級タイトルマッチで挑戦者のチャン・リーと対戦し、1Rで二度、2Rで一度ダウンを取り、3R右のショートフックカウンターで4度目のダウンを奪いKO勝ち。自身プロ初のKO勝ちとともに、三度目の王座防衛を果たした。
2022年6月25日、K-1 WORLD GP 2022 JAPAN ～RING OF VENUS～で行われた初代女子アトム級王座決定トーナメントに出場。1回戦で松谷綺と対戦し、判定勝ち。続く決勝でパヤーフォン・アユタヤファイトジムと対戦し、延長ラウンドの末に判定負けとなり、王座獲得に失敗した。

### K-1王座獲得
2023年3月12日、K-1 WORLD GP 2023 ～K'FESTA.6～で行われたK-1女子アトム級タイトルマッチで王者のパヤーフォン・アユタヤファイトジムと9ヶ月ぶりに再戦し、判定勝利。同級2代目王者となった。同年9月26日にKrushの女子アトム級王座を返上。
2023年12月9日、K-1 ReBIRTH.2でルシール・デッドマンと対戦し、判定3-0で勝利。
2024年3月20日のK-1 WORLD MAXにおいてRISE王者の宮﨑小雪と対戦し、延長1Rに判定0-3で敗れた。
2024年5月に総合格闘家の伊藤盛一郎と約5年の交際期間を経て結婚したことを発表。
2024年7月7日に開催された「K-1 WORLD MAX 2024」では、ラウンドガールとして参加。
2024年12月15日に行われた「K-1 WORLD GP 2024」の一夜明け会見で、K-1を卒業してボクシングに転向することを発表。同日付でK-1 WORLD GP女子アトム級王座を返上した。

### アマチュアボクシング
2025年7月27日に神奈川県立スポーツセンターボクシングフロアで開催された「2025年度 全日本選手権大会関東ブロック予選会県予選会(女子)」に出場したが、女子ライトフライ級（48kg以下）にエントリーした選手がほかにいなかったため、計量をパスしたのちに同級第1位に認定され、神奈川県代表の資格を獲得。

## 戦績

### キックボクシング
| キックボクシング 戦績 | キックボクシング 戦績 | キックボクシング 戦績 | キックボクシング 戦績 | キックボクシング 戦績 | キックボクシング 戦績 | キックボクシング 戦績 |
| --------------------- | --------------------- | --------------------- | --------------------- | --------------------- | --------------------- | --------------------- |
| 18 試合               | (T)KO                 | 判定                  | その他                | 引き分け              | 無効試合              |                       |
| 14 勝                 | 1                     | 12                    | 0                     | 0                     | 0                     |                       |
| 4 敗                  | 1                     | 3                     | 0                     | 0                     | 0                     |                       |

| 勝敗 | 対戦相手                           | 試合結果              | 大会名                                                                                                | 開催年月日     |
| ×    | 宮﨑小雪                           | 3R+延長1R終了 判定0-3 | K-1 WORLD MAX 2024                                                                                    | 2024年3月20日  |
| ○    | ルシール・デッドマン               | 3R終了 判定3-0        | K-1 ReBIRTH.2                                                                                         | 2023年12月9日  |
| ○    | マリア・ネラ                       | 3R終了 判定3-0        | ReBOOT～K-1 ReBIRTH～                                                                                 | 2023年9月10日  |
| ○    | ディミトラ・アガサゲリドゥ         | 3R終了 判定3-0        | AZABU PRESENTS K-1 WORLD GP 2023～スーパー・ウェルター級＆女子フライ級ダブルタイトルマッチ～          | 2023年7月17日  |
| ○    | パヤーフォン・アユタヤファイトジム | 3R終了 判定2-0        | K-1 WORLD GP 2023 ～K’FESTA.6～ 【K-1 WORLD GP女子アトム級タイトルマッチ】                            | 2023年3月12日  |
| ○    | チャン・リー                       | 3R 2:29 KO            | Krush.142 【Krush女子アトム級タイトルマッチ】                                                         | 2022年10月28日 |
| ×    | パヤーフォン・アユタヤファイトジム | 3R+延長1R終了 判定1-2 | K-1 WORLD GP 2022 JAPAN ～RING OF VENUS～ 【K-1 WORLD GP初代女子アトム級王座決定トーナメント 決勝戦】 | 2022年6月25日  |
| ○    | 松谷綺                             | 3R終了 判定2-0        | K-1 WORLD GP 2022 JAPAN ～RING OF VENUS～ 【K-1 WORLD GP初代女子アトム級王座決定トーナメント 1回戦】  | 2022年6月25日  |
| ○    | 優                                 | 3R終了 判定3-0        | Krush.134 【Krush女子アトム級タイトルマッチ】                                                         | 2022年2月20日  |
| ○    | MIO                                | 3R終了 判定3-0        | Krush.131 【Krush女子アトム級タイトルマッチ】                                                         | 2021年11月20日 |
| ×    | MIO                                | 3R終了 判定0-2        | K-1 WORLD GP 2021 JAPAN ～K-1バンタム級日本最強決定トーナメント～                                     | 2021年5月30日  |
| ○    | NOZOMI                             | 3R終了 判定3-0        | K-1 WORLD GP 2021 JAPAN ～K’FESTA.4 Day.1～                                                           | 2021年3月21日  |
| ○    | MOE                                | 3R終了 判定3-0        | Krush.119 【第3代Krush女子アトム級王座決定トーナメント 決勝戦】                                       | 2020年11月27日 |
| ○    | 優                                 | 3R終了 判定3-0        | Krush.115 【第3代Krush女子アトム級王座決定トーナメント 準決勝】                                       | 2020年7月21日  |
| ○    | C-ZUKA                             | 2分3R終了 判定3-0     | Krush.109                                                                                             | 2019年12月15日 |
| ○    | チャン・リー                       | 2分3R終了 判定2-0     | Krush.103                                                                                             | 2019年7月21日  |
| ×    | 延谷美智子                         | 3R 1:08 KO            | Krush.100                                                                                             | 2019年4月19日  |
| ○    | 豊嶋里美                           | 2分3R終了 判定3-0     | Krush.97                                                                                              | 2019年1月26日  |

### エキシビション
| 勝敗 | 対戦相手 | 試合結果          | 大会名                         | 開催年月日   |
| ー   | 小浜桃奈 | 2R（1分30秒/1分） | K-1甲子園2023＆K-1カレッジ2023 | 2023年9月3日 |

## 獲得タイトル
- 第3代Krush女子アトム級王座
- 第2代K-1 WORLD GP女子アトム級王座

## 入場曲
- 「Fanfare」 - TWICE

## 作品

### 写真集
- 菅原美優1st写真集『きゅんです』（2021年9月18日、ジーオーティー）ISBN 978-4823602214

### デジタル写真集
- 菅原美優 戦う女グラフィティ【140P完全版】ヤンマガデジタル写真集（2023年11月24日、講談社）